# 52030 Maxvasile
52030 Maxvasile este o planetă minoră (asteroid) din centura de asteroizi. A fost descoperită pe 6 august 2002 la  de Campo Imperatore Near-Earth Object Survey⁠(d). 
Obiectul prezintă o orbită caracterizată de o semiaxă mare de 2,4097795340819 UAi, o excentricitate de 0,14, o înclinație de 4,7 ° în raport cu ecliptica.